# Irmandades dos Penitentes da Cruz de Barbalha
As Irmandades dos Penitentes da Cruz de Barbalha (também conhecidas como Ordens dos Penitentes de Barbalha) são confrarias religiosas do município cearense de Barbalha, com núcleo no Sítio Cabaceiras e no Sítio Lagoa. Formada exclusivamente por homens, estas ordens são famosas por manter vivos rituais já caídos em desuso na praxe católica oficial, preservando, igualmente, aspectos singulares do catolicismo popular do Cariri cearense.
Os integrantes destas ordens pautam-se por um rígido código de moral, abstendo-se de beber, fumar, jogar ou causar desordens, sob pena de serem expulsos dos grupos. A nível organizacional, as ordens são chefiadas por um decurião, responsável por conclamar os membros às reuniões e servir-lhes de parâmetro moral. É sua também a responsabilidade de iniciar os benditos, cantigas devocionais típicas do sertão nordestino, além de carregar a campa (sineta), símbolo de sua liderança sobre o grupo.
Reunem-se sobretudo durante a Semana Santa e dias de Quaresma, além de outras datas consideradas importantes. Vestidos com a opa e os capuzes, que escondem sua identidade, os penitentes são famosos por manterem rituais de penitência pelos pecados cometidos. Além disso, são os responsáveis pela salvaguarda de uma importante coletânea de benditos, incelenças e piedades populares do sertão nordestino, como as romarias ao Juazeiro do Norte, a reza para cura de enfermidades, a realização de sentinelas e a encomendação de almas.
A Ordem é reminiscentes das confrarias flagelantes que se proliferaram na região do Cariri cearense a partir de 1893, com a fundação da Ordem Penitente de Juazeiro do Norte pelo mulato Manuel Palmeira. Apoiadas sobre a prática de atos de penitência e na auto-flagelação, resquíscios da religiosidade medieval católica, essas ordens nasceram em consequência da ação evangelizadora do Padre Ibiapina sobre a região, que pregava a necessidade de se manter uma vida austera.